# Avenida Ipiranga (Porto Alegre)
Avenida Ipiranga é uma importante avenida de Porto Alegre, capital do estado brasileiro do Rio Grande do Sul. É principal via de fluxo no sentido leste-oeste/oeste-leste da cidade.
Bastante arborizada, com aproximadamente 10 quilômetros, seu início se dá na avenida Edivaldo Pereira Paiva, encerrando na avenida Antônio de Carvalho no sentido leste, e no Beco dos Marianos no sentido oeste, tendo o arroio Dilúvio como divisor de seus dois sentidos de pistas. É uma das mais largas e extensas avenidas de Porto Alegre.
Nela se localizam a Pontifícia Universidade Católica do Rio Grande do Sul, o Bourbon Shopping Ipiranga, o Hipermercado Zaffari Ipiranga, o Praia de Belas Shopping, o campus médico da Universidade Federal do Rio Grande do Sul e o Hospital São Lucas da PUC, entre outros, e é extremamente movimentada em praticamente toda a sua extensão.

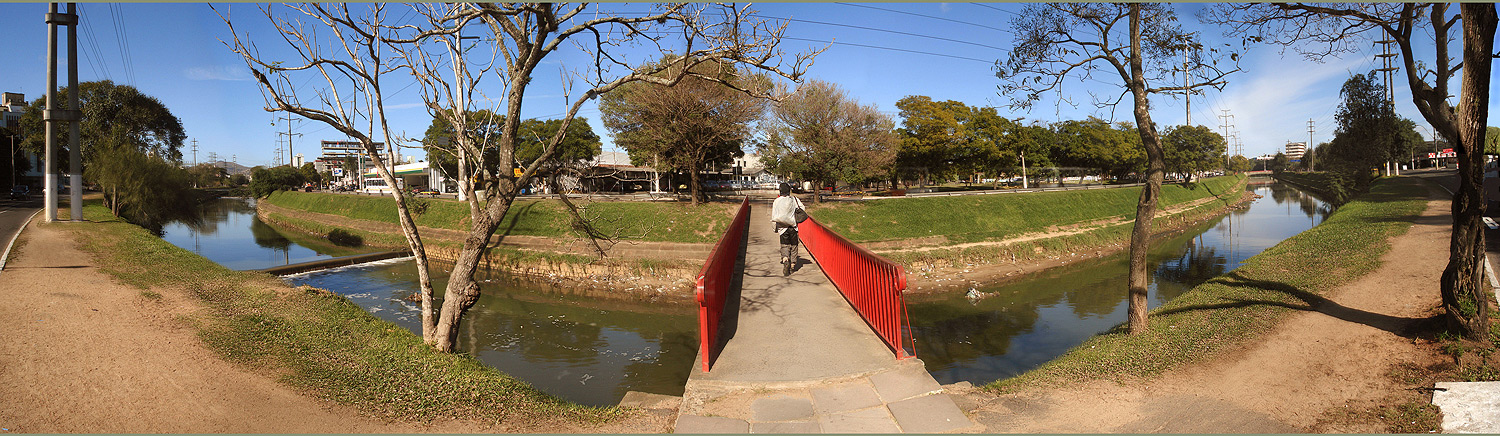
Arroio Dilúvio na Avenida Ipiranga, na altura entre os bairros Santana e Santa Cecília